# St. Leonhard (Roth)

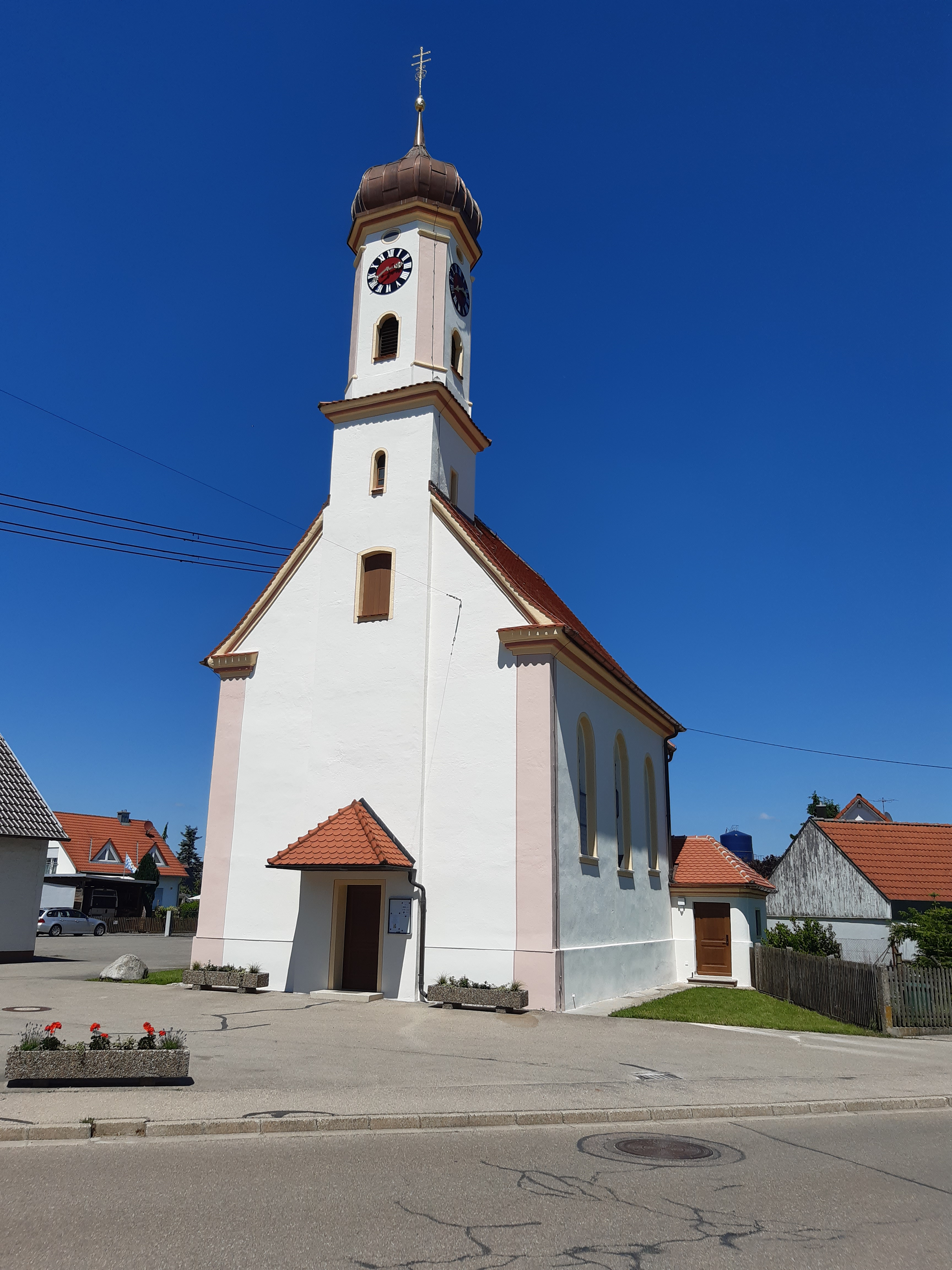
St. Leonhard in Roth

Die römisch-katholische Filialkirche St. Leonhard, ehemals Mariä Himmelfahrt, steht in Roth, einem Gemeindeteil des Marktes Pfaffenhofen an der Roth im schwäbischen Landkreis Neu-Ulm von Bayern. Das denkmalgeschützte Bauwerk ist in der Liste der Baudenkmäler in Pfaffenhofen an der Roth  unter der Nr. D-7-75-143-32 eingetragen. Die Kirche gehört zum Dekanat Neu-Ulm des Bistums Augsburg.

## Beschreibung
Die Saalkirche wurde um 1760 nach einem Entwurf von Johann Georg Hitzelberger errichtet. Sie besteht aus einem Langhaus, einem eingezogenen, korbbogig geschlossenen Chor im Osten und einem Fassadenturm im Westen, der mit einem achteckigen Geschoss, das die Turmuhr und den Glockenstuhl mit zwei Kirchenglocken beherbergt, aufgestockt und mit einer Zwiebelhaube bedeckt wurde. Die Fresken im Chor mit dem Jüngsten Gericht und im Langhaus mit der Himmelfahrt Mariens hat 1760 Franz Martin Kuen eingebracht. Über dem Chorbogen befindet sich in einer Kartusche das Wappen der Fugger von Kirchberg. Das Altarretabel des klassizistischen Hochaltars wurde von Konrad Huber gestaltet. Von Huber stammen auch die Gemälde des Magnus von Füssen und des Franz von Assisi.